# Alpenflora

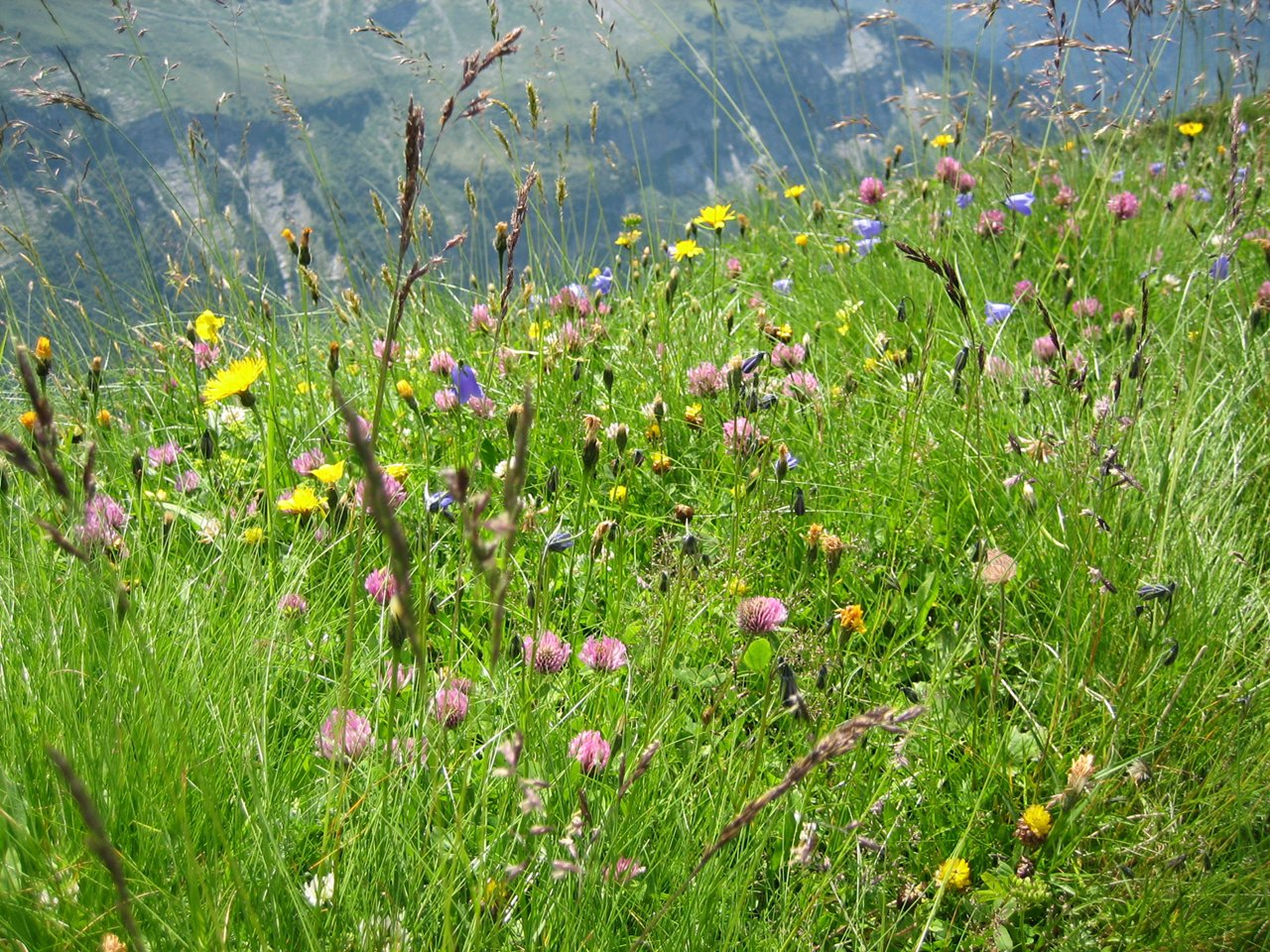
Pflanzenvielfalt auf über 2000 m Höhe

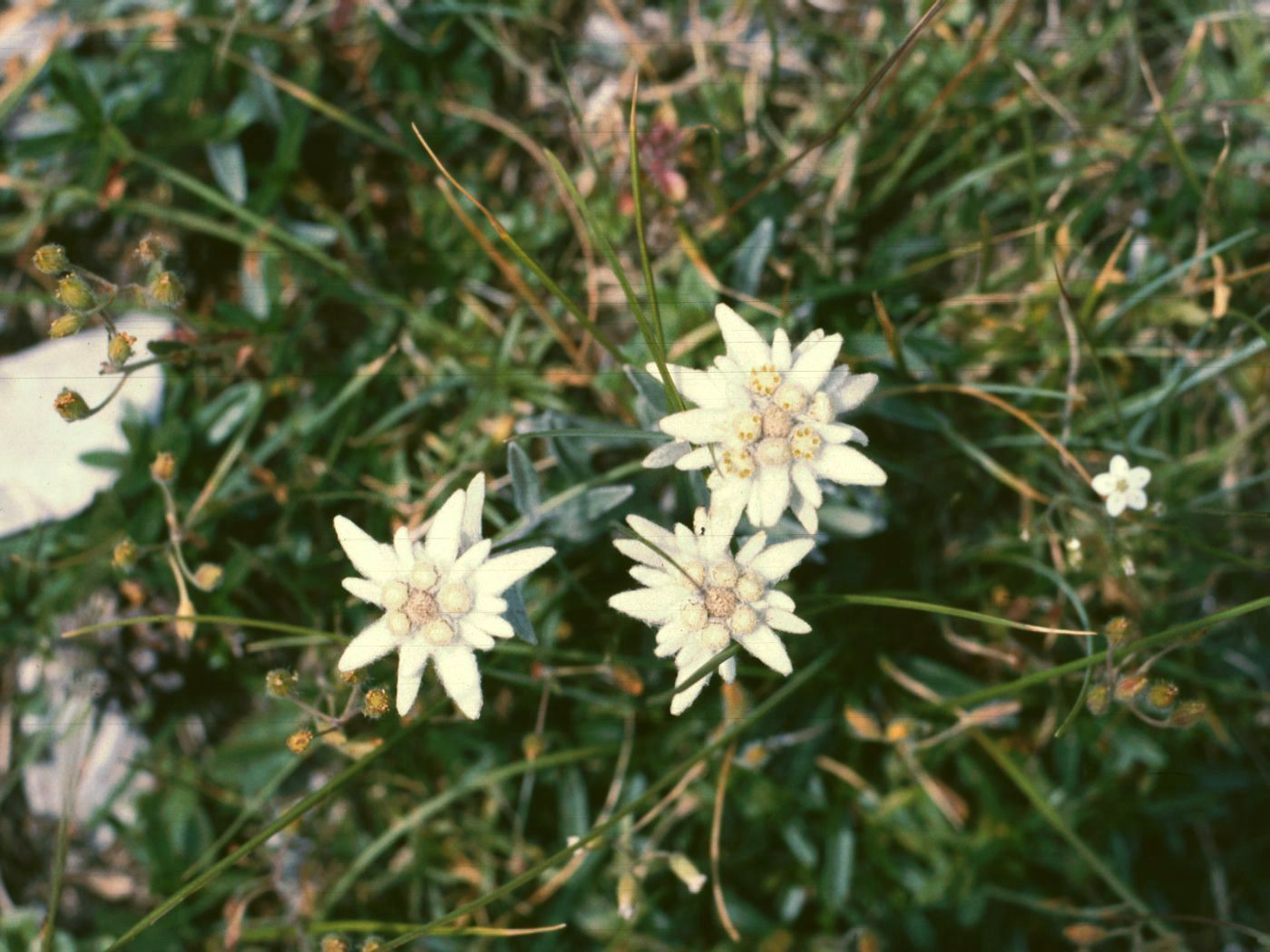
Das Edelweiß (Leontopodium alpinum) gilt als Wahrzeichen der Alpen.

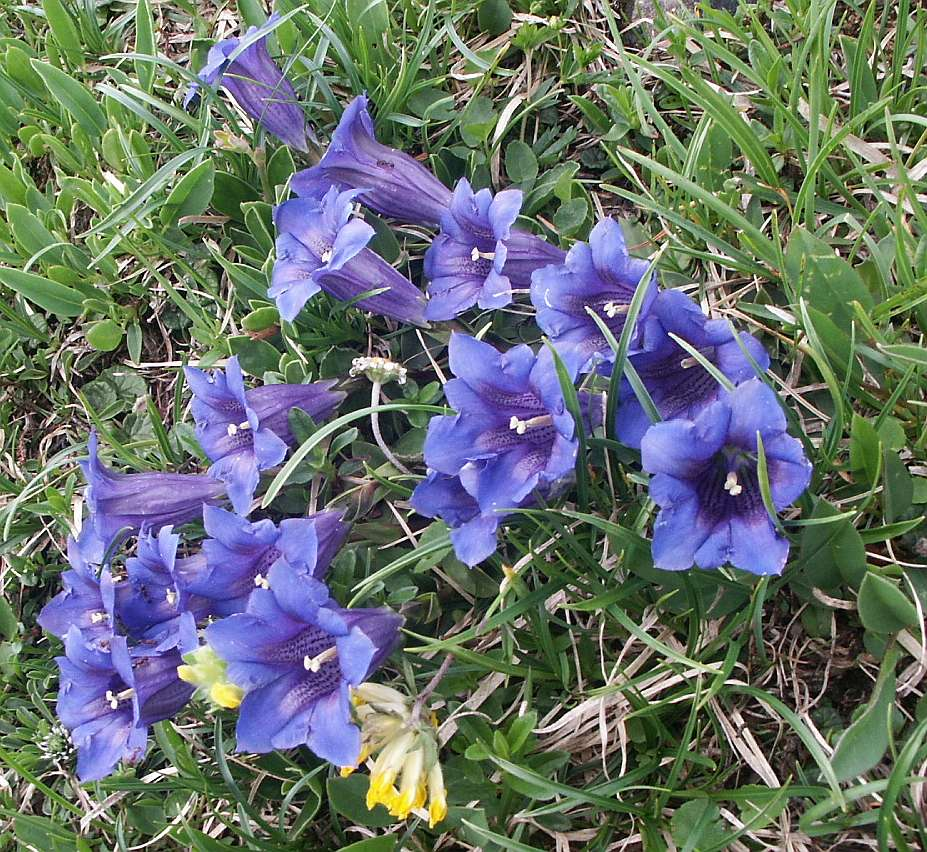
Auch manche Enzian-Arten (hier Clusius-Enzian, Gentiana clusii) mit intensiver blauer Farbe sind als typische Alpenpflanzen bekannt.

Alpenflora bezeichnet alle Pflanzenarten, die im Bereich der Alpen oberhalb der Baumgrenze vorkommen. Da diese Grenze regional schwankt, werden auch Arten hinzugerechnet, die im Gebirge ihr Hauptverbreitungsgebiet besitzen, aber schon in der Tallage gedeihen.
Nach geographischer Lage und naturgeschichtlichen Einwanderungswegen ist die Zusammensetzung der Flora sehr unterschiedlich; manche Arten kommen nur punktuell vor. Die Zusammensetzung ist überdies von der Höhe abhängig, die in verschiedene ökologische Höhenstufen, oft mit gleitenden Übergängen, unterteilt wird. Im Übrigen spielen Bodenstruktur und Bodenzusammensetzung eine wichtige Rolle: Auf Kalk und Dolomit herrscht ein anderer Artenkomplex vor als auf Silikat; wo Kalk und Silikat aufeinandertreffen, entsteht meist eine große Artenvielfalt.
Als typische blühende Almwiesen gelten die Pflanzengesellschaften Borstgrasweide (Nardetum) und Blaugras-Horstseggenrasen (Seslerio-Semperviretum).
Alpenpflanzen, die von Bächen und Flüssen in tiefere Lagen verbracht werden, bezeichnet man als Alpenschwemmlinge.

## Entstehung der Alpenflora

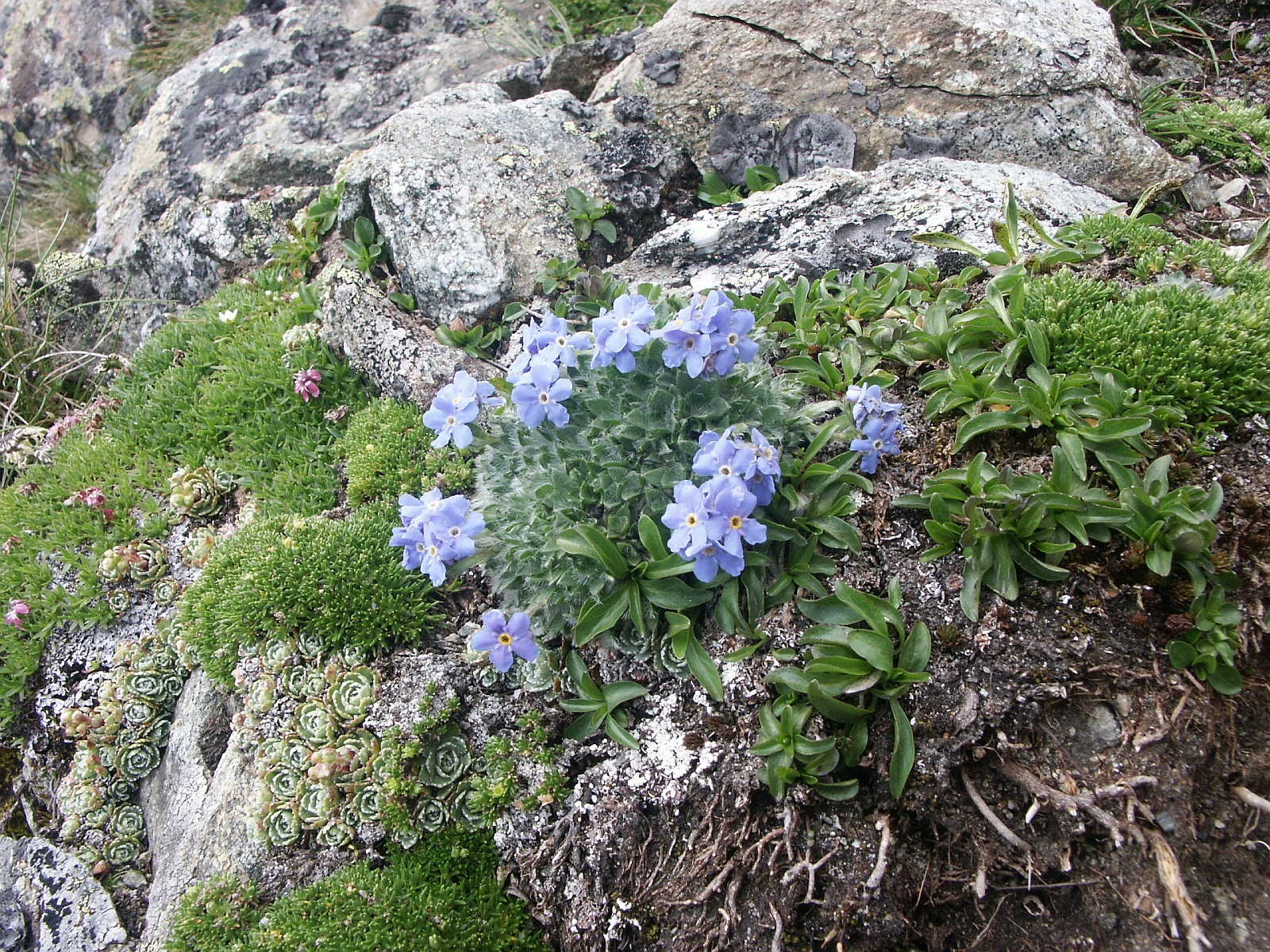
Der Himmelsherold (Eritrichium nanum) überlebte die Eiszeit auf eisfreien Gipfeln.

Nach dem Rückzug des Urmeeres Tethys vor ca. 60 Millionen Jahren herrschte im mitteleuropäischen Raum ein feuchtes und subtropisches Klima, mit einer Jahresmitteltemperatur von 22 °C. Dieses rief einen artenreichen, vorwiegend immergrünen Bewuchs mit Palmen, Magnolien, Mammutbäumen, epiphytischen Bromelien und Sumpfzypressen hervor. Die nachfolgende Klimaverschlechterung und die Auffaltung der Alpen im jungen Tertiär führten zur Verdrängung dieser Tropengewächse. Kleinwüchsige Verwandte der damaligen Vegetation finden sich jedoch noch immer im Alpenraum, etwa die Schneeheide, die Hauswurzen und der Frauenmantel. 
Das neu entstandene Hochgebirge wurde in der Folgezeit auf vermutlich drei Wegen von bisher hier nicht vorkommenden Pflanzenarten besiedelt:
1. Einwanderung und Anpassung von Tieflandgewächsen aus den Ebenen nördlich der Alpen (z. B. Habichtskraut)
2. Zuwanderung aus anderen Gebieten mit alpinem Klima, vor allem aus Zentralasien (Altai, Himalaya): Hierzu zählen Steinbrecharten, Akeleien, Mannsschildarten, Alpenrosen, manche Enzianarten, Alpen-Mohn.
3. Zuwanderung und Anpassung von Pflanzen aus dem Mittelmeerraum: Krokusse, Narzissen, Knabenkrautgewächse, Glockenblumen und andere.

Weitere einschneidende Veränderungen brachte die anschließende Epoche der Eiszeiten: Pflanzen wurden zum einen aus den Alpenhöhen in tiefere Lagen, zum anderen aus dem arktisch-skandinavischen Raum in den wärmeren Süden verdrängt. Die Tieflandflora starb weitestgehend aus. Die Alpenflora wurde vom nachrückenden Eis ins Vorland gedrängt. Im Extremfall betrug die eisfreie Zone zwischen den alpinen und den skandinavischen Gletschern nur einige hundert Kilometer, wodurch eine intensive Vermischung der Flora zustande kam. Die Verbreitung von z. B. Weiße Silberwurz (Dryas octopetala), Krautweide (Salix herbacea) und Gämsheide (Loiseleuria procumbens) wird daher als arktisch-alpin bezeichnet. Die Verdrängung vom Alpenhauptkamm nach Norden und Süden hatte überdies den Effekt, dass noch vorhandene Restbestände subtropischer Pflanzen (vor allem subtropische Baumarten) wegen natürlicher Barrieren (Mittelmeer im Süden, skandinavische Gletscher im Norden) ausstarben.
Auf eisfreien Inseln, so genannten Nunataks, innerhalb des alpinen Bereichs (etwa in den Tessiner Alpen, den Bergamasker Alpen oder den Julischen Alpen) hatten manche Pflanzenarten die Möglichkeit zum Überdauern der Kälteperiode. Diese Refugien sind daher noch heute besonders reich an alten Pflanzenarten, deren Ursprünge im Tertiär zu suchen sind. Tertiärrelikte sind z. B. der Spinnweb-Steinbrech (Saxifraga arachnoidea) im Gardasee-Gebiet und die Kärntner Wulfenie (Wulfenia carinthiaca) am Gartnerkofel.
In der Nacheiszeit erfolgte eine Rückwanderung der Vegetation in die zuvor vergletscherten Gebiete. Aus jener Zeit stammen die großen Waldbestände in den Alpen, wobei die Waldgrenze zeitweise um 300 bis 400 Meter höher lag als heute.

## Anpassung an alpine Lebensbedingungen
Alpenpflanzen sind gezwungen, sich an die besonderen Lebensbedingungen der Gebirgshöhen anzupassen. Dazu haben sie verschiedene Verhaltensweisen entwickelt, die sie von verwandten oder sogar von gleichen Arten in außeralpinen Regionen unterscheiden.

### Auswirkung von Schnee im Hochgebirge

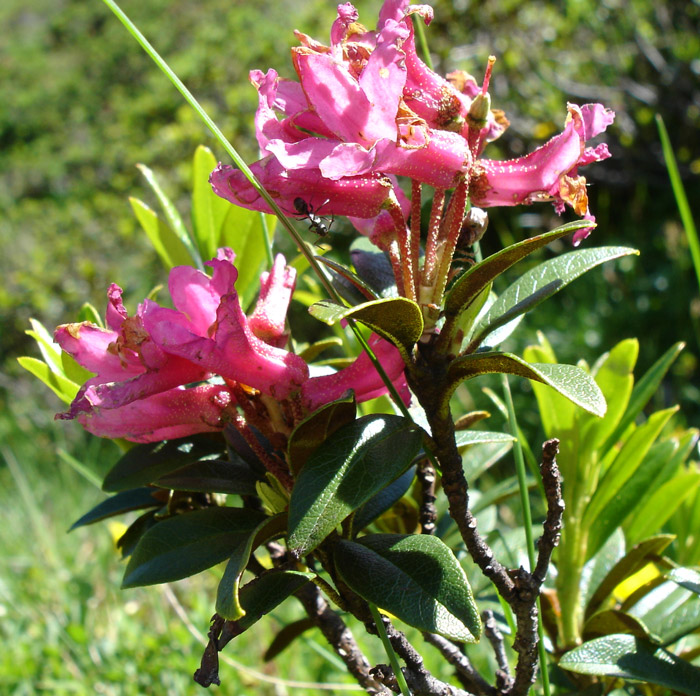
Rostblättrige Alpenrose (Belalp, Wallis)

Das Vegetationsmuster in der waldfreien Stufe wird durch das lokale Relief geprägt. Dauer, Mächtigkeit und Dichte der Schneebedeckung sind bestimmende Faktoren für das Pflanzenwachstum. Durch Schneeverwehungen wird z. B. Schnee von den Kuppen weggeblasen, in den Mulden hingegen gesammelt, weshalb sich in Mulden und auf Kuppen unterschiedliche Gesellschaften ansiedeln.
Positiv ist, dass eine Schneedecke als Isolationsschicht wirkt, wobei Neuschnee infolge höheren Luftanteils besser isoliert als komprimierter Altschnee. Sie bietet auch Schutz vor einer Austrocknung, die Pflanzen mit wintergrünen Blättern deshalb besonders gefährdet, weil sie Wasser zur Photosynthese benötigen, das ihnen der gefrorene Boden verweigert. Auch schützt die Schneedecke die grünen Blätter vor der starken Strahlung im Gebirge, indem sie durch Reflexion an den Schneekristallen das Licht zurückwirft. Vorteilhaft für die Pflanzen ist außerdem der Schutz vor Winterstürmen mit Eiskristallen, welche die Pflanzen verletzen könnten.
Negativ wirkt sich aus, dass Winter und Schneefall die Vegetationszeit der Pflanzen verkürzen: Die Pflanzen sind gezwungen, in begrenzter Zeit zu blühen und sich fortzupflanzen sowie Winterreserven anzulegen. Außerdem hält die schneebedingte, relativ hohe Bodentemperatur (um 0 °C) Pflanzen aktiv, und sie veratmen gespeicherte Zuckervorräte. Negativ zu werten ist auch der Schneedruck, der auf den Pflanzen lastet, und die Gefahr, dass die Pflanzen durch rutschenden Schnee aus der Bodenverankerung gerissen werden.

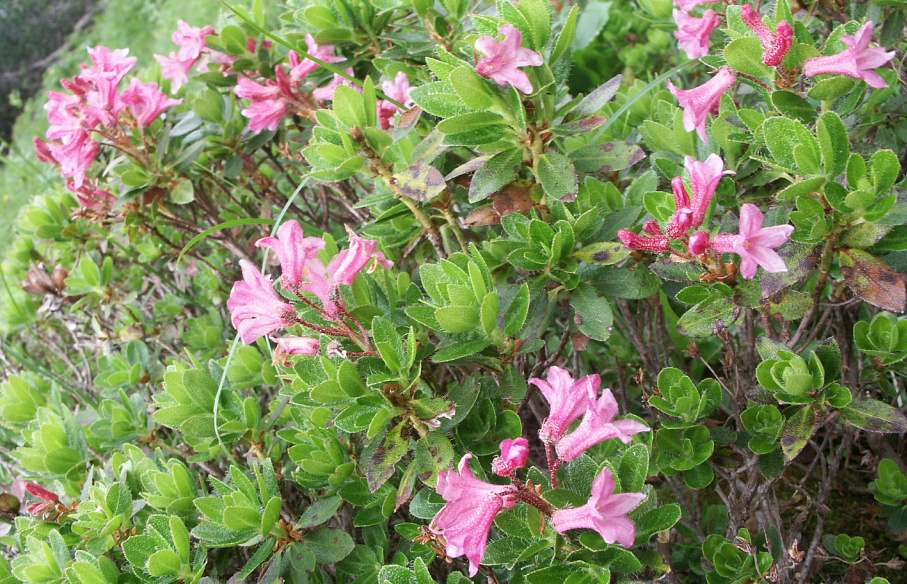
Bewimperte Alpenrose (Totes Gebirge, Nördliche Kalkalpen)

Diese Umweltsituation hat zu verschiedenen Verhaltensweisen geführt. Einige Pflanzenarten werfen die Blätter ab, doch sind sie im Frühling dann gezwungen, neue auszubilden. Andere behalten ihre Blätter und fügen im Frühling nur wenige neue hinzu, wodurch sich die Photosyntheseleistung beschleunigt. Einige Pflanzenarten keimen völlig neu, sobald der Schnee schmilzt.
Beispiel Alpenrosen
Die Alpenrosen (Rhododendron hirsutum und Rhododendron ferrugineum) haben sich an diese Bedingungen angepasst, indem sie bereits bei einem Drittel der maximalen Lichteinstrahlung die volle Photosyntheseleistung erbringen und zwischen 5 und 25 °C 80 % des Stoffgewinnes erzielen. Ihre lockere Wuchsform bietet dem Wind wenig Widerstand und hält damit die Temperatur im optimalen Bereich. Dafür besteht jedoch die Gefahr der Austrocknung. Im Unterschied zu anderen Pflanzen, die dichte Polster bilden, wie etwa der Gämsheide (Loiseleuria procumbens), muss die Wasserzufuhr aus dem Boden über die Wurzeln unbedingt gewährleistet bleiben.
Gegen ein Erfrieren hilft der Pflanze der Schneeschutz. So dominiert in Silikatgebieten die für Arvenwälderunterwuchs typische Rostblättrige Alpenrose (Rhododendron ferrugineum) an Stellen, wo die Schneedecke für Zirbelkiefer (Pinus cembra) zu lange anhält (und überdies auch auf Flächen, wo die Zirbelkiefer zur Weidelandgewinnung in alten Zeiten gerodet wurde). Entsprechend kommt in Kalkgebieten die Kalk liebende Bewimperte Alpenrose (Rhododendron hirsutum) entweder in Kombination mit Bergkiefer (Pinus mugo ssp. mugo) oder an lange schneebedeckten Stellen dominierend vor. Außerdem findet man sie auch auf Blockschutthalden, wo sie maßgeblich an der Stabilisierung und Bodenbildung beteiligt ist.

### Klima und Mikroklima

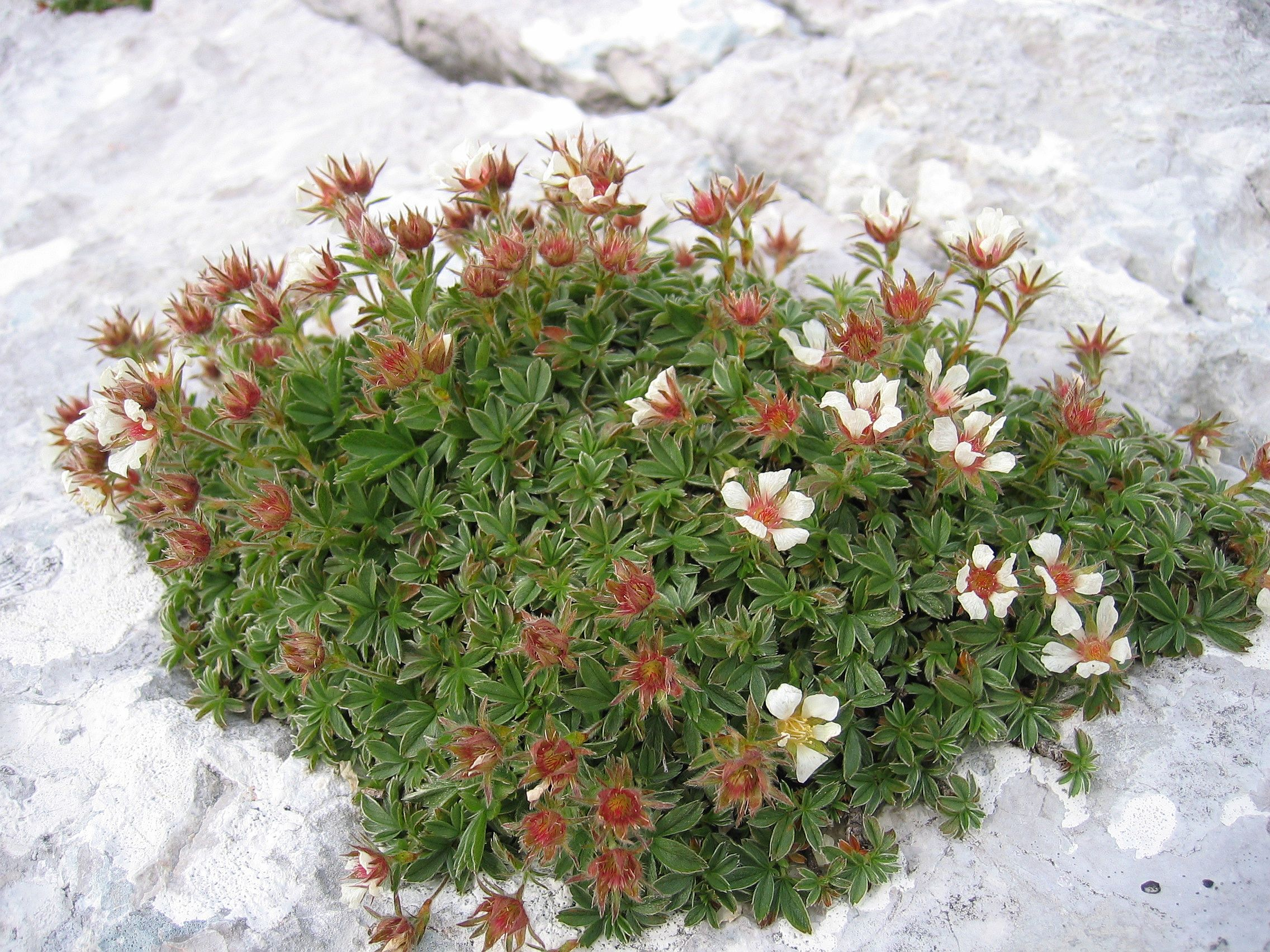
Im Polster des Clusius-Fingerkrauts (Potentilla clusiana) herrscht ein spezifisches Mikroklima.

Die klimatischen Bedingungen sind ausschlaggebend dafür, welche Pflanzenarten in einer Region vorherrschen. Das gilt insbesondere für die sehr unterschiedlichen Verhältnisse in den Alpen: In den tieferen Lagen sind die Temperaturen und die UV-Intensität gemäßigter als im Hochgebirge; die Nord- und Westseite der Alpen erhalten mehr Niederschläge als die Gebirgszüge im Süden und Osten; Nordhänge haben eine geringere Sonneneinstrahlung als solche, die nach Süden ausgerichtet sind. Diese überregionalen Auswirkungen werden häufig von sehr unterschiedlichen Mikroklimazonen überlagert, die auf engstem Raum aneinander stoßen. So haben etwa angrenzende Nord- und Südhänge aufgrund der unterschiedlichen Sonneneinstrahlung oft völlig verschiedene Vegetationen. Beeinflusst wird die Vegetation auch durch die unterschiedlichen Licht- und Windverhältnisse auf Wiesen, am Waldrand und im Wald selbst.
Um diesen Bedingungen zu trotzen, haben sich bei vielen alpinen Pflanzen unterschiedliche Abwehrmechanismen entwickelt:
- Polster- bzw. Rosettenwuchs (Stängelloses Leimkraut)
- Dichte Behaarung (Himmelsherold)
- Gedrungener Wuchs (Mannsschild)
- Wachsartige Überzüge (Mehlprimel)

Diese Mechanismen dienen vor allem zum Schutz vor Austrocknung, der insbesondere für nivale Pflanzen wichtig ist. Der Polsterwuchs ist insofern bemerkenswert, als hierdurch ein eigenes Mikroklima entsteht. Die Temperatur an der Oberfläche wird erhöht, und im Polster werden Humus und Wasser gespeichert. Gedrungener Wuchs verringert im Allgemeinen die Angriffsfläche für Wind.
Ein weiterer Anpassungsmechanismus ist das gut ausgebildete Feinwurzelsystem der Gebirgspflanzen. Es ist bis zu fünfmal länger als das der Talpflanzen. Dadurch bedingt können sie die eher spärlichen Nährstoffe besser aufnehmen. Wachstum und Stoffwechsel funktioniert bei alpinen Pflanzen ebenfalls besser als bei den Talpflanzen, da sie mit geringeren Temperaturen und starken Temperaturschwankungen besser umgehen können.

### Wasserbilanz
Generell gilt der Alpenraum als ein Vegetationsgebiet mit überdurchschnittlich hoher Wasserversorgung. Allerdings gibt es vereinzelt Lagen, in denen nur geringe Niederschlagsmengen auftreten. Außerdem kann die Wasserspeicherung durch verschiedene Einflüsse negativ beeinflusst sein: Starker Wind beschleunigt die Verdunstung, Geröll und humusarmer Boden verhindern ein längeres Speichern von Wasservorräten. Daher haben einige Arten auch Wasser speichernde Blätter ausgebildet, wie die Hauswurz (Sempervivum) und der Mauerpfeffer (Sedum).

### Vegetationsperiode
Als Folge der kurzen Vegetationsperiode (in 2000 Metern Höhe höchstens zweieinhalb Monate, in 3000 Metern Höhe nur einige Wochen) halten sich in den Alpen meist nur mehrjährige Pflanzen. Als Ausnahmen sind jedoch zu nennen: Dunkler Mauerpfeffer (Sedum atratum), Schnee-Enzian (Gentiana nivalis) und Zwerg-Augentrost (Euphrasia minima). Auch bilden einige Pflanzenarten, die in der Ebene einjährig sind, in höheren Lagen ausdauernde Formen aus, etwa das Rispengras Poa annua.
Manche Pflanzen wehren sich gegen Frostgefahren, indem sie Kohlenhydrate anreichern. Dadurch sind sie fähig, mit grünen Blättern zu überwintern und unmittelbar nach der Schneeschmelze auszutreiben. Beispiele dafür sind viele Polsterstauden und Zwergsträucher. Andere bilden ihre Blütenknospen bereits im Spätsommer und blühen gleich nach dem Abschmelzen des Schnees. Typische Beispiele hierfür sind der Frühlings-Krokus (Crocus vernus), die Schneerose (Helleborus niger) und der Frühlingsenzian (Gentiana verna).
Auch bei der Vermehrung haben sich Zeit und Energie sparende Verhaltensformen entwickelt. Manche Arten verzichten etwa auf eine geschlechtliche Fortpflanzung und vermehren sich durch Brutsprosse, z. B. der Knöllchen-Knöterich (Persicaria vivipara), oder durch Ausläufer.
Die kurze Vegetationsperiode hat überdies Auswirkungen auf das Wachstum von Holzgewächsen. An exponierten Standorten weisen manche Arten nur minimalen jährlichen Zuwachs auf; so liegt beispielsweise die Stärke der Jahresringe bei der Bergkiefer oder dem Zwergwacholder unter 0,5 Millimetern.
Weitere Beispiele für sehr langsamen Wuchs: Gletscher-Hahnenfuß (Ranunculucs glacialis) ist die höchststeigende Pflanze der Alpen. Allerdings braucht er für den Blütenwuchs mehrere Jahre. Die heranwachsende Blüte muss zweimal überwintern. Im ersten Sommer wird die Blütenknospe angelegt, die sich im zweiten Sommer voll entwickelt und erst im dritten Jahr entfaltet. Dies ist anders als beim Scharfen Hahnenfuß (Ranunculus acris), welcher sich im Tal ansiedelt. Er braucht für die gesamte Pflanzenentwicklung von der Samenkeimung über die Bildung und Entfaltung der Blüte bis zum Samenausfall nur sechs Monate.
Die Krumm-Segge (Carex curvula) besteht aus so genannten Wanderhorsten. Diese wenigen Zentimeter langen Spross-Systeme sind ca. 15–20 Jahre alt und ihre Triebe sind hintereinander gestaffelt. Die Krumm-Segge „marschiert“ mit einer Wuchsgeschwindigkeit von etwa 0,9 mm pro Jahr durch den Boden. An der Spitze wachsen neue Triebe hinzu, am Ende sterben die ältesten ab.

### Allgemeine Bodenbeschaffenheit

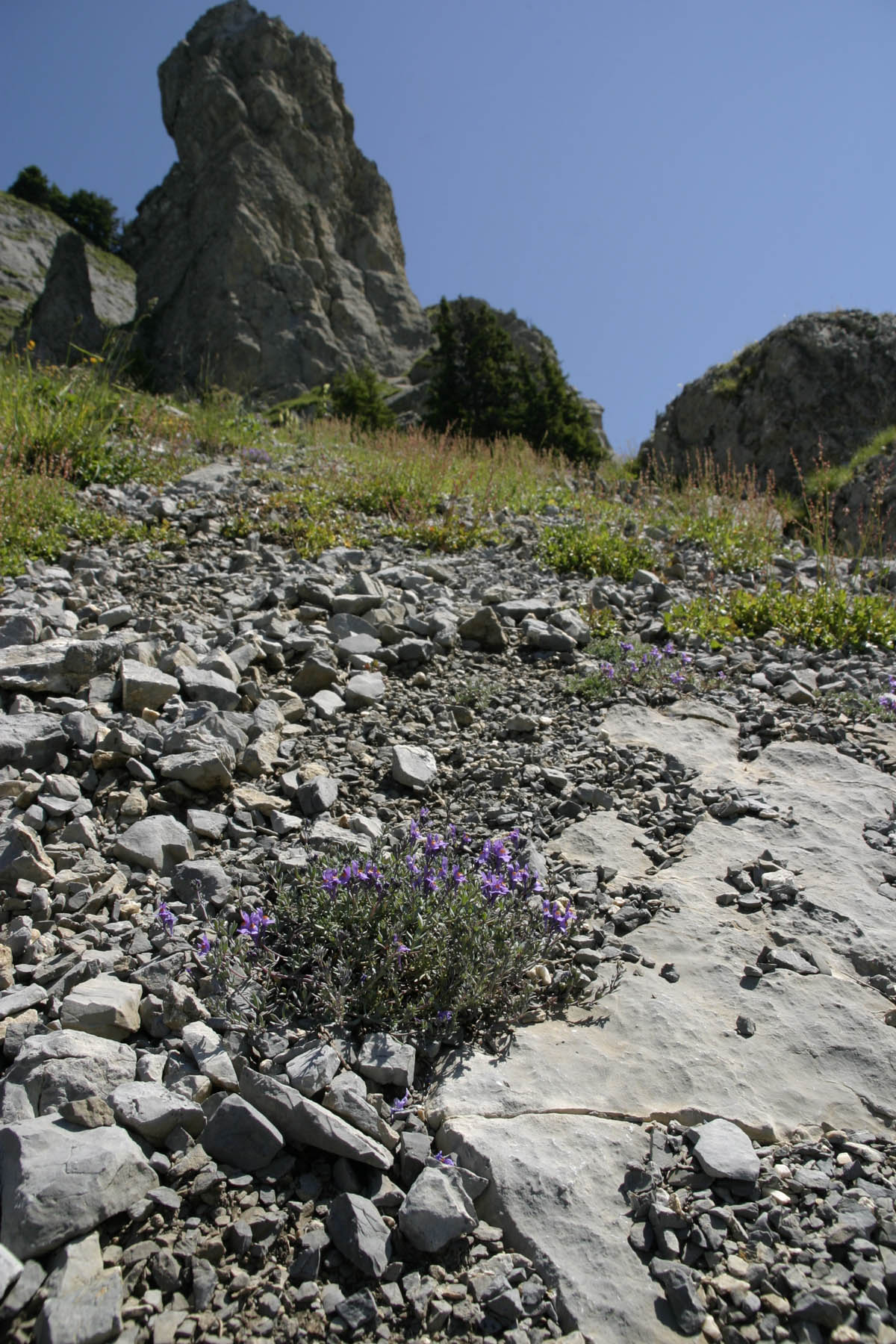
Das Alpen-Leinkraut (Linaria alpina), eine typische Schuttpflanze am Standort in den Schweizer Nordalpen

Eine bedeutende Rolle spielt natürlich auch der Boden und seine allgemeine Beschaffenheit. Die Bodenqualität wird vom mineralischen Untergrund und von der Zufuhr organischer Stoffe bestimmt. Beide Komponenten unterliegen im Gebirge extremen Unterschieden, denn die Erosionskräfte greifen das offenliegende Gestein an: Die abgehenden Wasser-, Schnee- und Eismassen lassen den Fels spröde werden. Die Kohlensäure des Wassers löst Kalkstein auf chemischem Wege. Das Eis wirkt mechanisch auf den Fels ein. In den Alpen ist an vielen Stellen wenig Humus vorhanden, dafür viel Steinschutt (Schuttvegetation) und Fels. Abhängig davon lassen sich verschiedene Vegetationstypen unterscheiden:
- Auf Felsen und Steinblöcken sind Algen die ersten Pionierpflanzen, die sich ansiedeln, vor allem Blaualgen. Sie verleihen den Felsen oft einen grünen, braunen, rostroten oder schwarzen Farbton. Die Algen sammeln das Oberflächenwasser, das über die Felsen abwärts rinnt, und ernähren sich von den minimalen Mengen ausgeschwemmter Mineralstoffe. Auch Flechten finden bald genug Nährstoffe und Angriffspunkte, um den Fels zu überziehen. Weit verbreitet sind vor allem Landkartenflechten und Tintenflechten auf sauren Böden sowie Lederflechten auf kalkigem (basischem) Grund.
- Sobald erste Humusspuren vorhanden sind, werden diese von Moosen besiedelt. Diese entziehen dem Gestein weitere Mineralien, sodass die Humusbildung verstärkt wird. Sie sind im Übrigen hervorragende Wasserspeicher.
- Nach diesen Vorentwicklungen sind höhere Pflanzen, wie Gräser und Blütenpflanzen, in der Lage, sich anzusiedeln.

### Chemische Bodenbeschaffenheit
Die chemische Bodenbeschaffenheit variiert in den Alpen sehr und ist abhängig vom Grundgestein: Saure Böden (z. B. auf Gneis) und basische Böden (z. B. auf Kalkstein und Dolomit) sind meist deutlich ausgeprägt. Viele Pflanzenarten können ausschließlich auf einem dieser Bodentypen gedeihen. Daneben kommen Mischformen vor: So bildet der Clusius-Enzian (Gentiana clusii) auf Kalk mit dem Kochschen Enzian (Gentiana acaulis) auf Silikat ein so genanntes vikariierendes Artenpaar.
Der Grund für derartige Bevorzugung ist die Versorgung der Pflanze mit Mineralstoffen. So ist z. B. der Stickstoffnachschub bei sauren Böden wesentlich geringer als bei Kalkböden. Besonders deutlich wird dies, wenn man die Flora auf Lagerplätzen von Wild oder Weidevieh zum Vergleich heranzieht. Dort gedeihen Pflanzenarten, die in den weniger gut gedüngten Gebieten nicht lebensfähig sind, etwa der Weiße Germer (Veratrum album) und der Alpen-Ampfer (Rumex alpinus). Auch Jahrzehnte nach Beendigung der Almbewirtschaftung sind diese Pflanzen noch anzutreffen.
Manche Pflanzenarten sind übrigens in der Lage, überschüssigen Kalk auszuscheiden, so z. B. der Rispen-Steinbrech (Saxifraga paniculata) oder der Blaugrüne Steinbrech (Saxifraga caesia).

### Bestäubung
Pflanzen, die auf die Bestäubung durch Insekten angewiesen sind, haben in Abhängigkeit von der Standorthöhe besondere Anlockmethoden entwickelt. Bienen sind in Höhen von über 1.500 Metern nur noch selten anzutreffen; hier spielen Schmetterlinge, Hummeln und Schwebfliegen die wichtigste Rolle bei der Blütenbestäubung. Um deren Aufmerksamkeit auf sich zu lenken, haben alpine Pflanzenarten häufig besonders farbenprächtige, stark duftende Blüten mit hoher Nektarproduktion ausgebildet. Bei der Farbgebung spielt auch das UV-Licht eine wichtige Rolle, das von vielen Insekten wahrgenommen werden kann. Im Hochgebirge nimmt zudem der Anteil der windbestäubten Arten prozentual stark zu.

## Vegetationsstufen
Die Vegetation der Alpen wird in verschiedene Höhenstufen eingeteilt, für die jeweils bestimmte Pflanzenarten typisch sind:
1. Hügelstufe (kolline Stufe) = bis ~500 m; sie reicht vom Tiefland bis zur oberen Grenze des Weinbaus und umfasst alpine Tallagen
2. Untere Bergstufe (submontane Stufe) = bis ~1.000 m; Waldstufe mit Buchen, Linden, Eichen, Kastanien
3. Obere Bergstufe (hochmontane Stufe) = bis ~1.500 m (Nordalpen bis 1.400 m, Zentralalpen bis 1.500 m, Südalpen bis 1.800 m); Waldstufe mit Bergwald aus Buchen, Fichten, Tannen, Föhren
4. Subalpine Stufe = bis ~2.000 m (Nordalpen bis 1.900 m, Zentralalpen bis 2.400 m, Südalpen bis 2.000 m); Waldgrenze, Krummholz- und Alpenrosenzone, Lärchen, Zirben
5. Alpine Stufe = bis ~2.500/3.200 m (oberhalb der Baumgrenze); Zwergstrauch- u. Grasheidenzone, Latsche, Strauchbuchen, Straucherlen
6. Schneestufe (nivale Stufe) = ab 2.500–3.000 m; Pionierrasen, Moose, Flechten

Die Höhenangaben sind durchschnittliche Werte, die je nach Klima und Mikroklima deutlichen lokalen Schwankungen unterliegen.
Siehe auch: Alpen#Flora

## Alpenflora und der Mensch

### Erforschung der Alpenflora

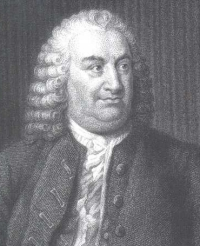
Albrecht von Haller beschrieb in seinem Gedicht Die Alpen die Schönheit der Alpenflora

Schon Leonardo da Vinci (2. Hälfte des 15. Jahrhunderts) erkannte, dass sich die Alpenflora nach dem Vorkommen auf einzelnen Höhenstufen mit jeweils charakteristischen Pflanzenarten gliedern lässt. Erste genauere Aufzeichnungen darüber legte Francesco Calzolari vor, der um 1550 eine Besteigung des Monte Baldo dokumentierte.
Die erste wissenschaftliche Beschäftigung mit der Pflanzenwelt der Alpen geht auf den Zürcher Naturforscher und Arzt Conrad Gessner (2. Hälfte des 16. Jahrhunderts) zurück. Bei seiner Besteigung des Pilatus im Jahr 1555 fertigt er Beschreibungen von ca. 40 Pflanzen an, darunter Enzianarten, einige Steinbrechgewächse, Weißer Germer und Silberdistel. Auch stellt er generell fest, dass sich die Pflanzen der Berge von jenen der Ebene durch ihr Aussehen unterscheiden, wobei er insbesondere auf kleinere und gedrungenere Blätter hinweist. Aus derselben Zeit stammt ein Pflanzenverzeichnis der Berge rund um Chur von Johann Schmid, das erstmals das Edelweiß (unter dem Namen Wullblume) enthält.
In den Ostalpen, und hier vor allem in den Nördlichen Kalkalpen, ist zur gleichen Zeit Charles de l’Écluse tätig. In seiner Historia seltener Pflanzen beschreibt er viele Pflanzen, wie Gämsheide, Stängellosen Enzian, Silberwurz und ebenfalls das Edelweiß. Seine Versuche, Alpenblumen im Hausgarten anzusiedeln, sind von zahlreichen Misserfolgen begleitet, was ihn zu einigen Schlüssen über die besonderen Lebensbedingungen der Pflanzen veranlasst. Er legt in Wien das erste Alpinum an. Noch heute begegnen wir seinem latinisierten Namen Clusius bei den wissenschaftlichen Bezeichnungen einiger Kalk liebender Pflanzen, z. B. Clusius-Enzian, Clusius-Fingerkraut oder Clusius-Primel.
In den folgenden 200 Jahren verliert sich das Interesse an der Alpenflora. Erst der in Göttingen lebende Schweizer Arzt und Botaniker Albrecht von Haller, der 1768 das Buch Historia stirpium Helvetiae über die Flora der Schweiz veröffentlicht, setzt einen neuen Akzent. Neben detaillierten Pflanzenbeschreibungen mit vielen Abbildungen vergleicht er erstmals die Höhenstufen der Alpen mit den Vegetationsgürteln Europas von Norden nach Süden. Zu Ehren Hallers sind ebenfalls einige Pflanzen benannt, wie Hallers Primel, Hallers Teufelskralle oder Hallers Küchenschelle.
Ende des 19. Jahrhunderts folgt als weiteres Weg bereitendes Werk das Pflanzenleben der Donauländer von Anton Kerner von Marilaun. Darin wird erstmals die Abhängigkeit der Vegetation von Klima, Mikroklima und Boden untersucht.
Die erste umfassende Zusammenstellung der Alpenflora erfolgt durch Gustav Hegi, dessen Buch Alpenflora 1905 in erster Auflage erscheint. Mit der touristischen Erschließung der Alpen wird auch das Wissen um die Alpenflora immer mehr zum Allgemeingut. Das zeigt sich durch eine unüberschaubare Anzahl von populärwissenschaftlichen Büchern zu diesem Thema.
Die botanische Forschungsarbeit hat sich in neuerer Zeit vor allem in den molekularen und genetischen Bereich verlagert. Das betrifft sowohl die Klassifizierung der Pflanzen wie die Untersuchung der genetischen Ursachen für die Anpassung an die extremen Lebensbedingungen.

### Wirtschaftliche Nutzung
Siehe Holzwirtschaft und Almwirtschaft

### Naturschutz
Siehe Naturschutz, Schutzgebiete in Natur- und Landschaftsschutz und Rote Liste gefährdeter Arten

### Einfluss auf Kultur und Zivilisation
Dass sich die Alpenflora in Alpenländern vielfach im täglichen Leben widerspiegelt, ist nicht verwunderlich. In Österreich sind z. B. auf den Rückseiten der 1-, 2- und 5-Cent-Münzen typische Pflanzen der Alpen abgebildet. Auch Briefmarken geben Bilder wieder.
Viele bayrische, österreichische und Schweizer Hotels sind nach Edelweiß oder Alpenrose benannt; oft finden sich diese Pflanzennamen auch im Titel von Heimatfilmen, und sie erscheinen im Liedgut.
Eine größere Zahl von Alpenpflanzenarten sind Bestandteil unterschiedlichster Kräuterliköre. Aus den stärkehaltigen Wurzeln des Gelben Enzians (Gentiana lutea) wird z. B. Enzianschnaps gebrannt.

### Pflanzen und Mythologie
Vielen alpinen Pflanzen wurden früher Zauberkräfte zugeschrieben. Einige wurden als so genannte Berufkräuter genutzt. Diese Pflanzen wurden gegen das „Berufen“ (Verzaubern, Verhexen) genutzt. Dazu wurden Waschungen oder Räucherungen durchgeführt. Auch legte man den Kindern Kräuter in die Wiege oder gab sie zum Futter für das Vieh. Markantestes Beispiel sind die Berufkräuter (Erigeron), die entsprechend benannt wurden.
Viele Pflanzennamen gehen auf alten Aberglauben und/oder Heilwirkungen zurück. Der Allermannsharnisch (Allium victorialis) soll etwa den Träger unverwundbar machen.
Einigen Pflanzen werden auch Unheil anziehende Wirkungen nachgesagt. Der Frühlingsenzian sollte nicht mit ins Haus genommen werden, da er Blitze anzieht. Das Gegenteil wird von der Hauswurz gesagt. Auf Dächer gepflanzt soll sie Blitze abhalten.